# Acanthotrophon striatoides
Acanthotrophon striatoides is een slakkensoort uit de familie van de Muricidae. De wetenschappelijke naam van de soort is voor het eerst geldig gepubliceerd in 1980 door Vokes.